# Митрохин, Сергей Сергеевич
Серге́й Серге́евич Митро́хин (род. 20 мая 1963, Москва) — российский общественный и политический деятель. Депутат Московской городской думы VII созыва с 8 сентября 2019. Председатель Российской объединённой демократической партии «Яблоко» в 2008—2015 годах. Председатель Московского регионального отделения партии «Яблоко» в 2004—2018 годах. Член Федерального политического комитета партии «Яблоко». C августа 2018 года — генеральный директор градозащитной некоммерческой организации «Центр Столица».
Депутат Государственной Думы I, II и III созыва (1993—2003). Депутат Московской городской Думы IV и VII созывов (2005—2009, 2019—2024).
Кандидат политических наук. Автор десятков публикаций в российских и зарубежных научных изданиях. Автор научной монографии «Модернизация и архаика», политической программы «Сбережение Москвы». В 2021 году в соавторстве с Галиной Михалевой издал книгу «По колее „Особого пути“. Цивилизационный процесс и модернизация в России».
Кандидат в депутаты Государственной Думы IV, V, VI, VII и VIII созыва (2003—2021), Московской городской Думы V созыва (2009), в мэры Москвы (2013).

## Биография
Родился 20 мая 1963 года в Москве в семье инженеров, отец работал в НПО «Энергия» в Королёве, мать работала на московском заводе «Сатурн». Дед был членом КПСС, преподавал историю КПСС.
В 1985 году окончил филологический факультет Московского государственного педагогического института им. Ленина.
В 1986—1987 годах работал диспетчером в Московском городском бюро путешествий и экскурсий, в 1987—1988 годах — инженером в Центре содействия творческой инициативе «Сотрудничество».
В 1987 году — активный член клуба, с декабря 1987 по 1989 год — группы «Перестройка-88».
С мая 1988 по 1989 год входил в редколлегию одной из первых в перестроечной России самиздатской газеты «Хронограф» (Вячеслав Игрунов, Владимир Прибыловский, Григорий Пельман и др.), постоянный её автор.
В мае-июне 1988 года участвовал в создании неформального исследовательского центра «Московское общественное Бюро информационного обмена» (М-БИО), на основе которого в конце 1990 года был учрежден Институт гуманитарных и политических исследований (ИГПИ). В 1992—1995 годах — заместитель директора ИГПИ (директор — Вячеслав Игрунов).
С осени 1988 по 1990 год — сотрудник социологического подразделения кооператива «Перспектива». С декабря 1989 года — одновременно сотрудник Института социологии. В 1990—1993 годах учился в аспирантуре Института социологии РАН, собирался всерьёз заниматься общественными науками — социологией, политологией.
В 1992 году окончил Высшие социологические курсы при Советской социологической ассоциации.
В 1994—2003 годах — депутат Государственной думы первого, второго и третьего созывов от фракции «Яблоко», заместитель председателя Комитета по вопросам местного самоуправления. На думских выборах 1993 года был 24-м в списке избирательного блока «Явлинский — Болдырев — Лукин», стал депутатом после отказа Анатолия Адамишина участвовать в работе парламента в мае 1994 года. Работал над подготовкой 82 действующих законов, посвящённых вопросам защиты прав граждан, государственного строительства, жилищно-коммунального хозяйства, местного самоуправления, общественных объединений и политических партий, борьбы с коррупцией и чиновничьими привилегиями, национальной безопасности и экологии.
В 2001 году защитил кандидатскую диссертацию в Институте актуальных международных проблем на тему «Политологический анализ процесса становления федеративных отношений в России», кандидат политических наук.
В 2001—2008 годах — заместитель председателя партии «Яблоко». Участвовал в разработке основных программных документов партии — «Демократического манифеста» и программы «7 шагов к равенству возможностей».
В 2002 году инициировал движение против ввоза в Россию ядерных отходов иностранного происхождения. В 2003 году указом президента России назначен членом Комиссии по контролю за ввозом в Россию отработанного ядерного топлива иностранного происхождения. Организовал общественную «инспекцию» на крупнейший ядерный объект России — Горно-химический комбинат в городе Железногорск (Красноярский край). Заявив о том, что объект практически не охраняется, добился сооружения вокруг него защитного ограждения.
В 2003 году участвовал в выборах в выборах в Государственную думу IV созыва. В одномандатном округе № 192 занял второе место, набрав 29,26 % (75973 голоса), набрав на 2,16 % меньше, чем победитель Сергей Широков.
В 2004 году основал общественный комитет — «Комитет защиты москвичей», став его председателем.
В июне 2004 года был избран руководителем московского отделения «Яблока», сменив на этом посту Григория Явлинского.
В 2005 году избран депутатом Московской городской думы, руководитель фракции «Яблоко — Объединённые демократы».
В 2008 избран председателем партии «Яблоко». Наряду с Григорием Явлинским, Сергеем Иваненко, Алексеем Яблоковым, Игорем Артемьевым входит в политический комитет партии.
По итогам выборов 11 октября 2009 года (5-й созыв Мосгордумы) вместе со своей партией был вынужден покинуть Мосгордуму. Подал жалобу в ЦИК и иск в суд на неправильный подсчёт голосов на участке, где сам голосовал (в итоговом протоколе не значилось ни одного голоса за «Яблоко»); суд отменил итоги выборов в Мосгордуму на участке, голоса были пересчитаны, а руководитель местной избирательной комиссии отстранён от работы.
1 мая 2011 года вместе с группой активистов, на лодке переплыл Татаровскую пойму, чтобы высадившись в поселке Остров фантазий, провести пикник, напомнив тем самым статью Водного кодекса об общедоступности береговой линии в 20 метрах от кромки берега. Несмотря на сопротивление охраны посёлка, вызванная полиция позволила приплывшим провести пикник.
В июне 2012 года переизбран председателем партии «Яблоко».
В июне 2013 года выдвинут партией кандидатом на выборы мэра Москвы, зарегистрирован Мосгоризбиркомом 17 июля. По итогам неудачной кампании набрал 3,51 %, заняв четвёртое место. RBC Daily, подводя итоги 2013 года, назвал участие Митрохина в выборах мэра Москвы его «политическими похоронами».
2 июля 2018 года был снят с должности председателя Московского отделения партии Яблока в связи с нанесением партии политического ущерба и принятием решений, не соответствующих уставу партии.
В 2019 году вновь избран депутатом Московской городской Думы по 43 избирательному округу, набрал 44,71 %.

## Деятельность в Мосгордуме (2005—2009)
4 декабря 2005 года Митрохин выиграл выборы в Мосгордуму по объединенному списку «Яблока» и «СПС».
В Бабушкинском районе, который представлял Митрохин, за список проголосовало 17,84 % избирателей (3635 человек).
От «Яблока» прошли 3 кандидата: Сергей Митрохин, Евгений Бунимович, Иван Новицкий (СПС).
Сергей Митрохин был депутатом с декабря 2005 по октябрь 2009 года.
Митрохин вошел в состав комиссий Мосгордумы по безопасности, городскому хозяйству и жилищной политике, по государственному строительству и местному самоуправлению, по организации работы Думы, по перспективному развитию и градостроительству, по экологической политике, кроме того, стал членом бюджетно-финансовой комиссии.
За время работы в Мосгордуме фракция «Яблока» внесла 33 московских и 15 федеральных проектов и
925 поправок к законам.
Митрохин настоял на публикации на сайте Мосгордумы открытого поименного списка депутатов, голосовавших за те или иные инициативы.
Также выступал против монетизации льгот в сфере ЖКХ в Москве.
Участвовал в разработке закона об образовании лиц с ограниченными возможностями, подписанного Юрием Лужковым 28 апреля 2010 года.
Противодействовал строительству Парламентского центра на месте стадиона «Красная Пресня» (решение о строительстве было отменено).
Инициировал отмену расширения Комсомольского проспекта. Добился включения Бутовского леса в схему развития «Особо охраняемых природных территорий». Предложил ввести в Москве систему раздельного сбора мусора как альтернативу строительству 6 мусоросжигательных заводов в Москве.
29 апреля 2009 года фракция «Яблоко» отказалась голосовать за бюджет Москвы, мотивировав своё решение сокращением социальных выплат при необоснованных тратах на строительства санатория на Чёрном море и автосборочного завода в Латвии. 
По итогам деятельности в рамках Мосгордумы IV созыва фракция «Яблоко» опубликовала подробный отчет о результатах работы.

## Председатель партии «Яблоко» (2008—2015)
21—22 июня 2008 года на XV съезде «Яблока» Сергей Митрохин был избран председателем партии, его кандидатуру поддержал прежний председатель Григорий Явлинский. За кандидатуру Митрохина проголосовали 75 из 127 делегатов (60 %). Вместе с Григорием Явлинским, Алексеем Яблоковым, Сергеем Иваненко, Игорем Артемьевым вошел в Политический комитет партии.
11 июня 2009 года Митрохин передал президенту Дмитрию Медведеву антикризисный план, разработанный «Яблоком».
На выборах в Мосгордуму в июле 2009 года Митрохин возглавил список «Яблока». «Яблоко» набрало 4,71 %, не преодолев таким образом избирательного барьера. В Московскую думу прошли только «Единая Россия» (66,25 процента, 32 места) и КПРФ (13,3 процента голосов, 3 места). В период подсчёта голосов Митрохин оспорил результаты голосования на своём участке и добился пересчёта голосов, руководителя местной избирательной комиссии отстранили от работы. По данным официального протокола, на участке № 192 района Хамовники за «Яблоко» не было подано ни одного голоса, в то время как Митрохин вместе с семьёй голосовал на нём за свою партию. Он обратился в Следственный комитет при прокуратуре России. Однако СК не стал возбуждать уголовное дело по факту фальсификации итогов голосования, поскольку не увидел «прямого умысла, направленного на искажение результатов».
В августе 2009 года выступил против Генерального плана Москвы, утверждая, что «Генплан написан в интересах коммерческой строительной олигархии, а не москвичей».
22 января 2010 года на заседании Государственного Совета РФ обвинил «Единую Россию» в монополизации партийной системы.
3 марта 2010 года Митрохина задержали на акции «Чуров, сбрей бороду!».
Осенью 2011 года на выборах в Госдуму шестого созыва Митрохин вошел в список «Яблока» под вторым номером (первым значился Григорий Явлинский). По итогам состоявшихся 4 декабря 2011 года парламентских выборов, «Яблоко» набрало 3,4 % голосов. Таким образом, партия не преодолела 5 % избирательный барьер, необходимый для получения мандатов, однако преодолела 3 %, необходимый для получения права на государственное финансирование.
16 июня 2012 года Митрохин был переизбран председателем партии «Яблоко». За кандидатуру Митрохина лоббировал основатель партии Григорий Явлинский. За него проголосовало 105 делегатов, 21 — против.
14 января 2013 года Митрохин одобрил выход из партии 13 членов Петербургского отделения, в том числе 3 депутатов ЗаКСа: Ольги Галкиной, Максима Резника и Вячеслава Нотяга.
В июне 2013 года выдвинут «Яблоком» кандидатом на выборы мэра Москвы, которые состоялись 8 сентября, зарегистрирован Мосгоризбиркомом 17 июля.
8 сентября 2013 года в единый день голосования Митрохин занял четвёртое место, набрав 3,51 % голосов.

### Градозащитная деятельность
Митрохин известен как борец с «точечными застройками». Первую акцию такой борьбы он совершил летом 2003 года. Митрохин не дал компании Сергея Полонского «Партнёр Контакт» построить небоскрёб во дворе дома № 5 по Егерской улице в районе Сокольники. По данным «Яблока» Митрохин остановил более 100 «точечных застроек» по всей Москве.
Митрохин помог жителям по ул. Академика Королева, д. 4 засыпать заброшенный строителями котлован рядом с их домом и отстоять часть придомовой территории, на которой они потом за свой счёт построили спортивную площадку.
По данным «Яблока», добился сноса первого из так называемых «фенольных» домов по Открытому шоссе и выделения жильцам новых квартир (в 70-е годы при их строительстве для утеплителя использовался ядовитый фенол). При Правительстве Москвы была создана комиссия для решения проблемы трехсот таких домов.
Добился остановки сноса домов в поселке «Речник». 22 января 2010 года выступил в Кремле против сноса домов. После этого Президент РФ Дмитрий Медведев поручил Генпрокуратуре и Контрольному управлению администрации президента проверить, насколько обоснованы судебные решения и как соблюдаются права граждан на «дачную амнистию».
Добился отмены строительства парламентского центра на месте стадиона «Красная Пресня». Выступал против строительства парламентского центра в Мневниковской пойме.
Добился отмены строительства 20 «народных» гаражей, против которых выступали жители.
Митрохин добился отказа от отмены процедуры публичных слушаний по проектам ГПЗУ, проектам территориальных и отраслевых схем.
Выступил против решения Комиссии при Правительстве Москвы о сносе двух домов Ансамбля доходных домов Привалова и направил обращения на имя министра культуры Владимира Мединского с требованием принять меры к сохранению ансамбля и на имя председателя СК Александра Бастрыкина с требованием признать незаконным решение о сносе.
Участвовал в пикете против реконструкции «дома Болконского», которая привела к разрушению части фасадных стен, наружного декора, углового купола.
Протестовал против некоторых нецелесообразных дорожных проектов города Москвы:
Митрохин вместе с жителями московского района Хамовники добился отмены коррупционного проекта расширения Комсомольского проспекта.
Передал в Префектуру ЦАО более 600 отрицательных отзывов жителей Хамовников на проект расширения Комсомольского проспекта за счёт вырубки деревьев у домов № 20-24, 23-31, 30-38. 33-37, 40-48, 41-49.
Организовал митинг против строительства Северо-западной хорды, мотивируя тем, что строительство хорды не уменьшит пробки, а распределит «пробки по Москве из одних мест в другие за наш счёт».
Совместно с организацией «ДУБЛЕРУ.НЕТ» выступал против проекта строительства Северного дублера Кутузовского проспекта, ссылаясь на то, что проект строительства предполагает уничтожение Яблоневого сада и что дорога пройдет на высоте 4-го этажа через жилые кварталы на расстоянии до 50 метров от многоквартирных зданий, а транспортные развязки — до 20 метров от домов и школ.

### Антикоррупционная деятельность
Сергей Митрохин активно занимается антикоррупционной деятельностью. При нём в «Яблоке» был создан Антикоррупционный центр, основная деятельность которого заключается в выявлении системной коррупции в государственных торгах.
Центр выиграл около 200 дел в Федеральной антимонопольной службе. По информации главы столичного Департамента по конкурентной политике Геннадия Дегтева — Антикоррупционный центр «Яблока» не допустил неэффективной растраты более 800 млн бюджетных рублей.
Антикоррупционный центр также проводит расследования о коррупции чиновников или государственных организаций.
В частности, были проведены расследования на предмет коррупционной составляющей в отношении таких госкорпораций и органов, как: РЖД, Роснано, ЦУМ, Роспечать, ФСО.
Кроме того, было проведено расследование использования коррупционных схем в управах Москвы, в частности на закупках инвентаря для детских площадок; на благоустройстве парка Лосиный остров; в заключения мусорных контрактов города Москвы; контрактов на озеленение Тверской улицы.
Митрохин выступил против планов мэрии Москвы положить новый асфальт на дорожках, которые не требуют замены покрытия.
14 мая 2013 Митрохин обратился в Следственный комитет с требованием возбудить уголовное дело по факту покупки «Сайменским каналом» за 27 млн рублей яхты, рыночная стоимость которой составляет 17 млн рублей. Росморречфлот уволил директора ФГУ «Сайменский канал» Евгения Коломейцева, замешанного в многомиллионной афере с закупкой яхты.
Митрохин добился отставки префекта СЗАО В. Козлова из-за многочисленных махинаций в градостроительной сфере и захвата в собственность части природной территории «Долина реки Сходня» в Куркино; отставки главы управы Головинского района в связи с многочисленными фактами коррупции, выявленными «Яблоком»; отставки руководителя муниципалитета «Таганское» в связи с незаконным получением квартиры в районе «Щукинское».
Добился удовлетворения московским УФАС России более 50 жалоб на торги по капитальному ремонту и благоустройству ЮЗАО. ФАС обязал инженерную службу Гагаринского района Москвы разработать проектную документацию, что позволит независимым подрядчикам принять участие в государственных закупках; Генеральная прокуратура не смогла купить автомобиль за 6 млн рублей и была за такую попытку оштрафована УФАС; проверки депутатов и членов СФ на коррупцию. Сергей Митрохин направил в Аппарат Правительства и Администрацию Президента в 2009 г. запросы с требованием инициировать проверку спикера Госдумы Грызлова и ещё восьми депутатов.

## Научная деятельность
Автор десятков научных публикаций в российских и зарубежных изданиях, автор и соавтор ряда монографий и брошюр. Сфера научных интересов: политология, социология, социальная история, государственное управление, федерализм, местное самоуправление.
В 2001 году защитил диссертацию на звание кандидата политических наук на тему «Политологический анализ федеративных отношений в России» (2001).
Книги и статьи
- 1992 — Social Groups, Party Elites and Russia’s New Democrats (соавтор)[82]
- 1997 — The rebirth of the politics in Russia (соавтор)[83]
- 1999 — Die Etappen der Dezentralisirung der Staatsgewalt in Rußland[84]
- 2002 — Die aktuelle Reform des fiskalischen Föderalismus in Rußland[85]
- 2011 — «Черноморские дворцы и их хозяева» (соавтор)[86]
- 2018 — «Сбережение Москвы. Программа развития города в XXI веке»[87]
- 2019 — «Модернизация и архаика. 100 лет русской революции. Либеральный прорыв и консервативный тупик»[88]
- 2020 — «К чему ведет Россию „обмен услугами“ между РПЦ и государством»
- Митрохин С. C. КОРРУПЦИЯ В РОССИИ: понять и победить. / Под ред. Г. М. Михалевой. — М.: РОДП «ЯБЛОКО», 2016. — 124 с.
- Митрохин С. C., Михалёва Г. М.[вд] Отставшая цивилизация. Как и почему Россия не стала правовым государством. — М.: Особая книга, 2022. — 104 с. ISBN 978-5-9797-0197-4

## Позиция по смене власти на Украине и по событиям в Крыму
4 марта 2014 года Митрохин осудил законопроект «Справедливой России», позволяющий осуществить присоединение Крыма без согласия Украины, по результатам референдума.
24 марта 2014 года Митрохин в своём блоге высказал мнение, зачем Путин аннексировал Крым:

1. Это «реванш» его системы, он показал, что может побеждать носителей «оранжевой революции» на их собственной территории, не говоря уже о самой России;
2. «имперский пиар» создает Путину имидж «собирателя русских земель», решается задача укрепления власти;
3. наносится очередной удар по внутренней оппозиции. Все, имеющие другое мнение по вопросу аннексии Крыма — СМИ, партии, общественные движения, группы и лидеры общественного мнения — уже объявляются «предателями Родины»;
4. резко повышается градус конфронтации с внешним миром, что также поднимает рейтинг.

По мнению Митрохина, «имперский проект» открыто нарушает международное право, превращает Россию в страну с нулевой репутацией, страну-изгоя.
Митрохин вместе с активистами партии участвовал в Маршах мира, требуя прекращения безответственной агрессивной политики российской власти.
29 августа 2014 года «Яблоко» потребовало раскрыть информацию о потерях Вооружённых Сил России на юго-востоке Украины.
Митрохин, открывая заседание Федерального совета партии 13 декабря 2014 года, заявил о том, что решением вопроса Крыма может стать только легитимный референдум — с согласия Украины и под контролем международных организаций. Предварительно следует провести международную конференцию.

## После 2015 года
В мае 2014 года в 6-й раз переизбран председателем Московского регионального отделения «Яблоко».
В мае 2016 года в 7-й раз переизбран председателем Московского регионального отделения «Яблоко».
На Выборах в Государственную думу (2016) вошел в федеральный список кандидатов партии «Яблоко», баллотировался по одномандатному округу № 196, занял второе место с 12,33 % голосов.
В 2017 году участвовал в борьбе против программы реновации жилья в Москве, основал «Комитет Спасения Москвы». 17 мая 2017 года на учредительном собрании Митрохина избрали председателем организации.
На президентских выборах 2018 года был доверенным лицом Григория Явлинского.
На выборах 8 сентября 2019 года — кандидат в депутаты Московской городской думы седьмого созыва. Выдвинут кандидатом в депутаты по 43 одномандатному избирательному округу (районы Арбат, Пресненский и Хамовники) от партии «Яблоко». Первоначально Митрохину было отказано в регистрации, 13 августа 2019 года Мосгорсуд отменил отказ окружного избиркома в регистрации и обязал Мосгоризбиркомом зарегистрировать кандидата. 8 сентября Митрохин победил на выборах в Московскую городскую Думу в 43 округе, набрав 44,71 % голосов.
28 мая 2021 года обратился к главе Следственного комитета России Александру Бастрыкину с требованием привлечь к уголовной ответственности Александра Лукашенко из-за действий в отношении россиянки Софьи Сапеги и посадки самолёта Ryanair.
В 2023 году был единственным утверждённым претендентом от «Яблока» на участие в выборах мэра Москвы, но затем сам отказался от участия.
На выборах в Мосгордуму в 2024 году был выдвинут от партии «Яблоко», также был поддержан партией «Гражданская инициатива», но не смог собрать необходимое количество подписей.

### Выдвижение на пост мэра Москвы (2018)
Митрохин неоднократно критиковал федеральное руководство партии за вмешательство в дела региональных отделений, в том числе, за решение федерального бюро о проведении праймериз для определения единого кандидата от партии на выборах мэра Москвы в сентябре 2018 года.
В конце 2017 года Митрохин заявил о намерении выдвинуть свою кандидатуру на выборах мэра Москвы. 12 декабря 2017 года Митрохин представил проект своей предвыборной программы.
12 мая 2018 года Митрохин был избран председателем московского отделения на переходный период шесть месяцев. Срок его полномочий был сокращен с двух лет до шести месяцев по инициативе Григория Явлинского, объявившего о необходимости обновления партийных кадров и избрания руководства отделения на переходный период до выборов мэра Москвы. Ожидалось, что после сложения этих полномочий он сосредоточится на работе в федеральном комитете, где будет отвечать за антикоррупционную и экологическую повестку партии.
Кандидата на выборы мэра Москвы будет выдвигать Московская региональная организация на основе результатов праймериз. В мае 2018 года Митрохин заявил, что с самого начала выступал против идеи праймериз, однако не может не подчиниться воле федерального руководства партии и вынужден участвовать в них.
4 июня на втором туре праймериз «Яблока» Митрохин проиграл, получив 674 голосов (42 %),
первое место занял Яков Якубович, получив 932 голоса (58 %) из 1613 человек. Григорий Явлинский агитировал за Митрохина, Эмилия Слабунова призывала голосовать за главу муниципального округа Гагаринского района Елену Русакову, которая заняла четвёртое место в первом туре праймериз и не вышла во второй. Митрохин обвинил руководство «Яблока» в «уничтожении» столичного отделения партии: «Победу одержала аппаратная клика, которая недовольна тем, что московское „Яблоко“ имеет свою самостоятельную позицию по политическим вопросам, отказывается плясать под дудку каких-то аппаратных руководителей… Аппаратная клика, которая сегодня пытается уничтожить московское „Яблоко“, сделала всё, чтобы не допустить моего выдвижения кандидатом на выборы мэра». Он уточнил, что под «аппаратной кликой» имеет в виду в том числе председателя партии Эмилию Слабунову и её заместителя Николая Рыбакова.
В июне 2018 года Митрохин направил в Бюро «Яблока» обращение о намерении стать кандидатом в мэры Москвы, Исполком бюро партии отказался согласовать его кандидатуру, поскольку он неоднократно публично давал праймериз негативную оценку и высказывал в адрес руководства партии необоснованные обвинения.
Намеченное на 20 июня общее собрание Московского регионального отделения «Яблока» оказалось неправомочно из-за отсутствия кворума (было необходимо 365 человек, но зарегистрировалось 275). Было проведено справочное голосование, в результате которого за выдвижение Митрохина высказались лишь 5 % присутствующих. По информации «Независимой газеты», сторонники Митрохина сознательно игнорировали собрание в надежде на победу на возобновляющейся 22 июня конференции отделения.
22 июня конференция отделения не подтвердила полномочия 14 делегатов. В результате тайного голосования Митрохин получил 31 голос за выдвижение Митрохина в мэры Москвы, а Елена Русакова — 16 голосов. «Яблоко» выпустило пресс-релиз, утверждающий, что кандидатура Митрохина не была согласована ни федеральным Бюро, ни его исполкомом, как того требует устав партии. 23 июня Контрольно-ревизионная комиссия партии приостановила действия решения, однако Митрохин проигнорировал эту приостановку и 23 июня подал документы о своём выдвижении в избирательную комиссию, а также обратился в суд для отмены решения федерального Бюро. 25 июня состоялось заседание федерального Бюро партии, на котором решение региональной конференции о выдвижении Митрохина было отменено в связи с нарушением устава.
2 июля 2018 года Митрохин был снят с поста председателя московского отделения «Яблока» в связи с нанесением политического ущерба партии и принятии решений, не соответствующих уставу.

## Критика
В начале октября 2009 года Митрохин от имени партии «Яблоко» подал в суд с требованием снять с выборов Галину Хованскую, занимавшую вторую позицию в партийном списке «Справедливой России». Мосгорсуд удовлетворил иск. Инициатива не нашла поддержки у многих членов московского отделения партии, узнавших об иске пост-фактум.
В феврале 2011 года политик стал участником медиа-скандала после того, как в прямом эфире интернет-канала «Комсомольская Правда» нецензурно ответил телеведущему Александру Яковлеву на слова последнего, что Митрохин является «политическим трупом».
В декабре 2013 года на съезде партии и в интервью газете «Известия» Митрохин заявил, что Алексей Навальный является «олигархическим проектом» и финансируется «Альфа-Групп». Итогом стал иск Михаила Фридмана к Сергею Митрохину и «Известиям» о защите деловой репутации. В августе 2014 года Арбитражный суд Москвы отказался удовлетворить иск и в конце ноября 2014 года девятый арбитражный апелляционный суд закрыл производства после отказа Фридмана от требований.
Навальный подвергался критике со стороны Митрохина и в контексте предвыборной кампании в Мосгордуму в 2019 году. Выдвижение юриста ФБК Любови Соболь по 43 одномандатному округу в Хамовниках, где баллотируется сам Митрохин, по его мнению, было инспирировано Навальным, который таким образом сводит с ним «личные счеты».
Политическую деятельность Митрохина крайне негативно оценивает муниципальный депутат Максим Кац. По мнению Каца, Митрохин склонен к аппаратным манипуляциям внутри партии, а также нередко оскорбляет своих сторонников.
В мае 2019 года журналист Сергей Пархоменко заявил, что «Сергей Митрохин … известен главным образом тем, что он проиграл 7 последних выборов». Спустя два дня Митрохин возразил, что не соответствует истине и резюмировал: «… за последние 15 лет выборы в Мосгордуму из всех демократов выигрывал вообще только я со своей командой».
Штаб Алексея Навального сообщил об обнаружении в Москве помещения, где происходила массовая фальсификация подписей в поддержку кандидатов на выборах в Московскую городскую думу, в том числе Митрохина. Митрохин назвал это провокацией, за которой могут стоять власти или его конкуренты по округу.

## Законотворческая деятельность
Возглавлял рабочую группу по разработке пакета ряда законов, в дальнейшем принятых депутатами и подписанных президентом:
- «Об обеспечении конституционных прав граждан Российской Федерации избирать и быть избранными в органы местного самоуправления»[124];
- «О внесении дополнения в Федеральный закон „Об общих принципах организации местного самоуправления в Российской Федерации“»[125];
- «О внесении дополнений в Федеральный закон „Об основных гарантиях избирательных прав граждан Российской Федерации“»;
- «О внесении изменений и дополнений в Гражданский процессуальный кодекс РСФСР».

Также Митрохин участвовал в разработке проекта федерального закона «О делегациях по урегулированию вооружённого конфликта в Чеченской Республике», федерального закона «Об обеспечении конституционных прав граждан на общее образование», «О финансовых основах местного самоуправления в РФ», «Об обеспечении единства правовой системы в РФ», принимал участие в доработке законопроекта «Об общих принципах организации государственной власти в субъектах РФ».

## Участие в митингах
- 19 марта 1998 года в Брянске участвовал в организации собрания предпринимателей против протекционизма брянских властей, выразившегося в принятии закона «О временном регулировании реализации алкогольной продукции в розничной торговле»[127].
- После массовых фальсификаций на выборах в Государственную Думу 4 декабря 2011 года прошла серия акций протеста. Митрохин участвовал в митингах в Москве, был несколько раз задержан и отметился парой выступлений.[источник не указан 1127 дней]
- 6 мая 2012 года Митрохин участвовал в Марше миллионов[128].
- 21 сентября 2014 года принял участие в «Марше мира» с растяжкой «Война с Украиной — позор России».[источник не указан 1127 дней]
- В марте 2019 года Митрохин был оштрафован на 200 тыс. рублей за участие в несанкционированной акции протеста против застройки в Кунцево. Чтобы выплатить штраф, Митрохину пришлось объявить публичный сбор средств среди своих сторонников[129][130][131].
- 12 марта 2021 года Митрохин был задержан в микрорайоне Камушки. По словам Митрохина, это связано с его участием в несогласованной акции в поддержку оппозиционера Алексея Навального, состоявшейся 23 января. 18 марта суд оштрафовал Митрохина на 300 тыс. руб., признав его виновным в повторном нарушении правил организации публичного мероприятия[132].

## Семья
Первая жена Вера Николаевна Писарева, 01.07.1969 года рождения, в 1994 году окончила факультет журналистики МГУ, в 1988—1989 годах — один из авторов самиздатской газеты «Хронограф», с 1988 года сотрудничала с Московским общественным бюро информационного обмена. Окончила Высшие социологические курсы при Советской социологической ассоциации, занималась изучением молодёжных субкультур, с 1993 года исследует проблемы экологической политики в России, активист партии «Яблоко». Вместе с Митрохиным участвовала в диссидентском движении. Была помощником Митрохина в его бытность депутатом Государственной Думы.
Вторая жена Наталья Владимировна Митрохина (дев. Краснобаева, поженились в мае 2005 года), 15.09.1981 года рождения, в 2003 году окончила социологический факультет МГУ, бывший пресс-секретарь фракции «Яблоко» в Московской городской думе. Ныне занимается бизнесом в области пиара.
Имеет дочь 2002 года рождения.